# Geneviève Lacasse
Geneviève Lacasse (Montréal, 5 maggio 1989) è una hockeista su ghiaccio canadese.
Ha vinto la medaglia d'oro olimpica nell'hockey su ghiaccio con la nazionale femminile canadese alle Olimpiadi invernali di Soči 2014 e anche la medaglia d'argento nel torneo femminile alle Olimpiadi invernali 2018 di Pyeongchang.
Nelle sue partecipazioni ai campionati mondiali ha conquistato una medaglia d'oro (2012) e due medaglie d'argento (2013 e 2015).